# Xã Crystal, Quận Montcalm, Michigan
Xã Crystal (tiếng Anh: Crystal Township) là một xã thuộc quận Montcalm, tiểu bang Michigan, Hoa Kỳ. Năm 2010, dân số của xã này là 2.689 người.